# Capitoli di Dr. Slump

Copertina del 1º volume della Perfect Edition italiana

Questa è la lista dei capitoli del manga Dr. Slump, scritto ed illustrato da Akira Toriyama. L'opera è stata serializzata in Giappone su Weekly Shōnen Jump dal 1980 al 1984 e vinse nel 1981 lo Shogakukan Manga Award nella categoria shōnen e shōjo. La serie segue le avventure umoristiche della piccola bambina robot Arale Norimaki, del suo creatore Senbee Norimaki detto "Dr. Slump", e degli altri residenti del bizzarro Villaggio Pinguino.
I capitoli singoli furono raggruppati da Shūeisha in 18 volumi tankōbon, pubblicati dal 9 agosto 1980 al 10 maggio 1985. Nel 1990 la serie fu ripubblicata in formato aizōban per un totale di 9 volumi, e sempre in 9 volumi in formato bunkoban dal 18 luglio 1995 al 18 aprile 1996. Tra il 4 ottobre 2006 e il 2 novembre 2007 fu pubblicata un'edizione kanzenban in 15 volumi denominata Perfect Edition.
In Italia è stato pubblicato integralmente da Star Comics sulla rivista monografica Mitico dal 1º novembre 1996 al 1º febbraio 1999 col titolo Dottor Slump & Arale, con volumi di 128 pagine invece dello standard di 192 che ha portato quindi questa edizione ad essere di 28 volumi invece dei 18 originali. Una ristampa (pubblicata sempre sulla rivista Mitico) iniziata nel gennaio 2003 è stata interrotta nel maggio 2003 per scarse vendite. Da aprile 2015 è iniziata la pubblicazione della Perfect Edition in 15 volumi, sempre da parte dell'editore Star Comics.
Qui di seguito la lista dei volumi del manga di Dr. Slump & Arale. La prima numerazione corrisponde al formato originale di 18 numeri, mentre la seconda corrisponde alla prima edizione italiana di 28 volumi di Star Comics pubblicata sulla collana Mitico. I titoli dei volumi, dei capitoli e le date italiane provengono proprio da questa edizione, inoltre la linea che separa i titoli nella tabella, indica l'inizio e la fine di ogni volume di questa versione.

## Volumi 1-10
| Nº Ja | Nº It    | Titolo italiano Giapponese 「Kanji」 - Rōmaji | Data di prima pubblicazione         | Data di prima pubblicazione                        |
| Nº Ja | Nº It    | Titolo italiano Giapponese 「Kanji」 - Rōmaji | Giapponese                          | Italiano                                           |
| 1     | 1-2      | La nascita di Arale/L'uovo di Gacchan 「アラレ誕生！の巻」 - Arare tanjō no maki | 9 agosto 1980 ISBN 4-08-851181-6    | 1º novembre 1996 1º dicembre 1996                  |
| 1     | 1-2      | Capitoli - 001. La nascita di Arale! (アラレ誕生！の巻?, Arare Tanjō! no maki) - 002. Ciriciao! (オ～ッス！の巻?, Ōssu! no maki) - 003. ... non c'è! (･･･がない！の巻?, ... ga nai! no maki) - 004. Il mostrologo (怪獣博士の巻?, Kaijū hakase no maki) - 005. L'imbarazzo della scelta (どれにしようかナ？の巻?, Dore ni shiyōka na? no maki) - 006. Amico orso (熊さん友達！の巻?, Kuma-san tomodachi! no maki) - 007. Arale è Akane? (アラレはアカネ!?の巻?, Arare wa Akane!? no maki) - 008. La pistola giga-mini! (デカチビ銃！の巻?, Dekachibi-jū! no maki) - 009. 1980 - Verso il domani (１９８０あしたにむかって！の巻?, Senkyūhyakuhachijū ashita ni mukatte! no maki) - 010. Time Slipper (タイムスリッパーの巻?, Taimu Surippā no maki) - 011. Meglio un Gacchan oggi che un uovo domani (なんのタマゴ？の巻?, Nan no tamago? no maki) - 012. Maschio o femmina? (男の子!?女の子!?の巻?, Otoko no ko!? On'na no ko!? no maki) |                                     |                                                    |
| 1     | 1-2      | Trama Lo scienziato de Villaggio Piguino, Senbei Norimaki, finisce di creare un perfetto androide umanoide di nome Arale. Sebbene la ragazza robotica sia dotata di super forza, è miope. Senbei finge che Arale sia sua sorella minore di 13 anni e la manda all scuola media del villaggio, dove la sua insegnante è la signora Yamabuki, la ragazza dei sogni di Senbei. Arale fa amicizia con alcuni dei bambini lì, in particolare Akane, Taro e Peasuke. Senbei crea degli occhiali in modo da poter vedere le ragazze nude ma finiscono per rompersi quando vengono colpiti da uno scooter. Arale fa amicizia con un uomo che è un fan del cinema mostro gigante che ha cercato di rapirla. Arale e Senbei liberano un orso in cattività allo stato brado e lo convertono in un cyborg per sopravvivere quando viene colpito da un cacciatore. Senbei d'altra parte lancia alcune nuove invenzioni tra cui una pistola che trasforma le cose da grandi a piccole. Arale trova una fotocamera che scatta foto di persone e mostra come appariranno in futuro, e viaggia indietro nel tempo nell'antico Giappone con la sua macchina per viaggiare nel tempo. Senbei, Arale e Peasuke viaggiano indietro nel tempo fino all'età preistorica e finiscono per riportare indietro un uovo. Tornando al presente, l'uovo si schiude a uno strano angelo come un bambino che Arale chiama Gatchan e che si unisce alla famiglia Norimaki.      |                                     |                                                    |
| 2     | 2-3      | L'uovo di Gacchan/Mutandine & Fragoline 「とつげきアラレちゃんの巻」 - Totsugeki Arare-chan no maki | 9 agosto 1980 ISBN 4-08-851182-4    | 1º dicembre 1996 1º gennaio 1997                   |
| 2     | 2-3      | Capitoli - 013. Arale volante! (アラレ空をとぶ！の巻?, Arare sora wo tobu! no maki) - 014. Arale all'assalto Part 1 (とつげきアラレちゃんの巻Part1?, Totsugeki Arare-chan no maki pāto 1) - 015. Arale all'assalto Part 2 (とつげきアラレちゃんの巻Part2?, Totsugeki Arare-chan no maki pāto 2) - 016. Guerre volgari (宇宙からの侵略者の巻?, Uchū kara no shinryakusha no maki) - 017. La pentola concretizzante (ホンモノマシーンの巻?, Honmono mashīn no maki) - 018. Rapimento?! (誘かいされた!?の巻?, Yūkai sareta!? no maki) - 019. Arriva l'insegnante! (先生がくるよ！の巻?, Sensei ga kuru yo! no maki) - 020. La Pistola Transformer (変身ポンポコガンの巻?, Henshin ponpoko gan no maki) - 021. C'era una volta il bagno al mare (ムカシムカシの海水浴の巻?, Mukashi mukashi no kaisuiyoku no maki) - 022. Panico dal barbiere Part 1 (パニックイン散髪屋の巻Part1?, Panikku in sapnatsuya no maki pāto 1) - 023. Panico dal barbiere Part 2 (パニックイン散髪屋の巻Part2?, Panikku in sapnatsuya no maki pāto 2) - 024. La grande operazione Mutandine a Fragoline Part 1 (イチゴパンツ大作戦の巻Part1?, Ichigo pantsu daisakusen no maki pāto 1) - 025. La grande operazione Mutandine a Fragoline Part 2 (イチゴパンツ大作戦の巻Part2?, "Ichigo pantsu daisakusen no maki pāto 2) |                                     |                                                    |
| 2     | 2-3      | Trama Arale e Taro salgono sul nuovo aereo di Senbei e si schiantano contro la nuvola dell'Orcodel tuono, che ha fretta per un appuntamento. Arale e Akane si mettono nei guai a scuola per aver bevuto alcolici in classe. Bubibinman, un rivale di Suppaman, arriva sulla Terra ma poi ha paura quando vede la forza di Arale, facendogli supporre che tutti gli umani siano così. Akane e Arale combinano guai con la nuova invenzione di Senbei, una macchina che può creare tutto ciò che è in un'immagine che è stata messa al suo interno. Arale e Gatchan vengono rapiti da un rapinatore di banche che finisce per essere intimidito da Arale quando vede che i proiettili non le fanno del male e Gatchan mangia metallo. Senbei sente che l'insegnante di Arale sta arrivando a casa sua, organizza la casa in fretta e ottiene un taglio di capelli affrettato che sembra divertente, solo per scoprire che Arale intendeva il preside. Senbei crea una pistola che trasforma chiunque in qualcosa. Arale e le sue amiche usano la macchina del tempo per andare in spiaggia nell'antico Giappone. Il rapinatore di banca ritorna e tiene in ostaggio Senbei, Arale e i suoi amici nella bottega del barbiere con il coinvolgimento delle forze di polizia. Senbei fa un piano, posizionando strategicamente gli animali per fare cose che finiranno per far saltare la gonna della signora Yamabuki per vedere le sue mutande.    |                                     |                                                    |
| 3     | 4-5      | S.O.S. per la Terra/Arriva Suppaman! 「地球SOS！の巻」 - Chikyū esuōesu no maki | 10 dicembre 1980 ISBN 4-08-851183-2 | 1º febbraio 1997 1º marzo 1997                     |
| 3     | 4-5      | Capitoli - 026. La storia di Donbe (ドンベ物語の巻?, Donbe monogatari no maki) - 027. Una ragazza alla moda (てけてけチルドレンの巻?, Teke-teke chirudoren no maki) - 028. Una poliziotta terribile (恐怖の婦警さんの巻?, Kyōfu no fukei-san no maki) - 029. S.O.S. per la Terra! Part 1 (地球SOS！の巻Part1?, Chikyū esuōesu no maki pāto 1) - 030. S.O.S. per la Terra! Part 2 (地球SOS！の巻Part2?, Chikyū esuōesu no maki pāto 2) - 031. La grande trasformazione di Arale (アラレ大変身の巻?, Arare daihenshin no maki) - 032. Hello, Wonder Island! (ハロー 不思議島の巻?, Harō fushigijima no maki) - 033. Il Grande Demone Gyasuka (ギャースカ大魔王の巻?, Gyāsuka daimaō no maki) - 034. La Macchina Favolosa (おとぎマシーンの巻?, Otogi mashīn no maki) - 035. La diabolica trasformazione speciale (悪魔の変身スペシャル!!の巻?, Akuma no henshin supesharu!! no maki) - 036. Brava a ogni costo (恐怖のよいこッコの巻?, Kyōfu no yoikokko no maki) - 037. L'eroe Suppaman (英雄スッパマンの巻?, Eiyū Suppaman no maki) - 038. Arale va a fare la spesa (おつかいアラレちゃんの巻?, Otsukai Arare-chan no maki) |                                     |                                                    |
| 3     | 4-5      | Trama Arale incontra una volpe mutaforma di nome Donbe che cerca di spaventare lei e Kinoko, una bambina in età prescolare che cerca di rendere alla moda Arale. Senbei si rende invisibile per evitare una poliziotta che lo sta molestando. Il re Nikochan e il suo assistente tentano di distruggere la Terra, ma Gatchan salva la giornata mangiando la loro nave e arenandoli sulla Terra. Senbei costruisce loro un'auto, non sapendo che sono alieni. Un grillo talpa finisce nei circuiti di Arale, facendola comportare come una bambina normale. Senbei scopre un video messaggio di suo padre che gli dà la ricetta per una pozione speciale che fa innamorare le persone di lui. Si reca su un'isola per prendere l'ultimo ingrediente della pozione, che era una lacrima del re degli orchi, ma quando la pozione è finita Arale lo versa accidentalmente su un albero. La nuova macchina di fiabe di Senbei porta Arale nella storia di Momotaro, il ragazzo della pesca, che Arale finisce per cambiare e porta Momotaro nel mondo reale. Akane si veste come la sua insegnante Miss Yamabuki e gioca un brutto scherzo a Senbei facendogli fare cose stupide per lei. Arale cerca di essere una buona cittadina restituendo alla polizia le cose perse, ma esagera e alla fine porta tutto al Penguin Village alla stazione di polizia. Suppaman sfida Arale a vedere chi è l'eroe migliore e Arale impara cos'è un reggiseno. |                                     |                                                    |
| 4     | 5-6-7    | Arriva Suppaman!/Parzan della Jungla/La notte dei mostri 「ごきげんセンちゃんの巻」 - Gokigen Sen-chan no maki | 10 aprile 1981 ISBN 4-08-851184-0   | 1º marzo 1997 1º aprile 1997 1º maggio 1997        |
| 4     | 5-6-7    | Capitoli - 039. Bye bye, super forza! (バイバイめっちゃんこパワー!!の巻?, Baibai mecchanko pawā!! no maki) - 040. Il trio di amabili signori (ラブリーおっさんトリオの巻?, Raburī ossan torio no maki) - 041. S.O.S. Villaggio Pinguino Part 1 (ペンギン村SOSの巻Part1?, Pengin-mura esuōesu no maki pāto 1) - 042. S.O.S. Villaggio Pinguino Part 2I (ペンギン村SOSの巻Part2?, Pengin-mura esuōesu no maki pāto 2) - 043. Gacchan a spasso (おさんぽガッちゃんの巻?, Osanpo Gacchan no maki) - 044. Panico a Wild Land (わいわいワイルドランドの巻?, Waiwai Wairudo Rando no maki) - 045. L'allegro Senbee (ごきげんセンちゃんのの巻?, Gokigen Sen-chan no maki) - 046. L'entusiasta Senbee (はりきりセンちゃんの巻?, Harikiri Sen-chan no maki) - 047. Il sorpreso Senbee (おどろきセンちゃんの巻?, Odoroki Sen-chan no maki) - 048. Il mio grosso grasso primo appuntamento (哀愁のほよよデートスペシャル!!の巻?, Aishū no hyoyoyo dēto supesharu!! no maki) - 049. Parzan, il re della giungla (ジャングルの王者パーザンの巻?, Janguru no ōja pāzan no maki) - 050. Babbo Rottame (さんざんサンタさんの巻?, Sanzan Santa-san no maki) - 051. Il torneo di "calcia la lattina" (謝恩カンケリ大会の巻?, Shaon kankeri taikai no maki) |                                     |                                                    |
| 4     | 5-6-7    | Trama Senbei si stanca della super forza di Arale e cerca di darle la normale forza di una ragazza normale, ma invece la rende accidentalmente più forte. Akane fa uno scherzo a suo padre, al papà di Peasuke e a Senbei scrivendo una lettera falsa della scuola, facendoli apparire il giorno dopo vestiti "carini". Arale salva il villaggio dall'attacco del mostro Dodongadon quando Kintaman, membro della Forza di Ulteeny, non vi riesce. Gatchan decide di provocare malizie in città una mattina. Arale e gli amici vanno allo zoo e lei finisce per diventare regina dello zoo. Senbei porta Midori ad un appuntamento nello spazio. Arale va ad un appuntamento con un capo banda del liceo di Kanariya. Arale incontra Parzan che pensa di essere il re della giungla ma non ha conoscenza degli animali. Il Natale arriva al Villaggio Pinguino e Senbei si veste da Babbo Natale e si intrufola nella casa di tutti dando loro autografi, che fa infuriare l'intera città. Lo stesso Akira Toriyama appare al villaggio e ospita una partita di calcio con tutta la città e promette al vincitore qualsiasi desiderio desiderino. Arale e Gatchan vincono il gioco e chiedono di essere trasformati in adulti, ma Toriyama non vuole farlo, gli dona dei lecca lecca. |                                     |                                                    |
| 5     | 7-8      | La notte dei mostri/Addio, Gacchan 「モンスターズ･ナイトの巻」 - Monsutāzu naito no maki | 10 agosto 1981 ISBN 4-08-851185-9   | 1º maggio 1997 1º giugno 1997                      |
| 5     | 7-8      | Capitoli - 052. Super Slump Police Special Arale Touchable (アラレ・タッチャブルの巻?, Arare antacchaburu no maki) - 053. Con tutto il cuore! (ハートで勝負！の巻?, Hāto de shōbu no maki) - 054. Monster night (モンスターズ･ナイトの巻?, Monsutāzu naito no maki) - 055. La grande operazione Aralevision Part 1 (アラレ目大作戦の巻Part1?, Arare me daisakusen no maki pāto 1) - 056. La grande operazione Aralevision Part 2 (アラレ目大作戦の巻Part2?, Arare me daisakusen no maki pāto 2) - 057. Kinoko la teppista (きのこ《放浪編》の巻?, Kinoko hōryū-hen no maki) - 058. Il punto debole del dottore (博士のウイークポイントの巻?, Hakase no uīku pointo no maki) - 059. Addio, Gacchan! (さようならガッちゃん!!の巻?, Sayounara Gacchan!! no maki) - 060. Il nuovo compagno di classe (都会島からの転校生の巻?, Tokaijima kara no tenkōsei no maki) - 061. Pigr-One (anche l'autore ne vorrebbe uno) (作者もほしいオーチャくんの巻?, Sakusha mo hoshī Ōcha-kun no maki) - 062. Dottor Fifaman (びびるマンの巻?, Bibiruman no maki) - 063. Il primo amore di Pisuke (はつこいぴいすけの巻?, Hatsukoi Pīsuke no maki) |                                     |                                                    |
| 5     | 7-8      | Trama Il capitolo "Untouchable Arale" è una breve storia del cast principale come agenti di polizia. Arale finisce per sottoporsi a un controllo sanitario a scuola e Senbei deve farcela per poterla superare senza che nessuno abbia il sospetto della sua origine robotica. Trampire fa il suo debutto mentre cerca di succhiare il sangue da Arale e rapinare la casa di Norimaki. Senbei ha messo una macchina fotografica negli occhi di Arale e la fa andare a casa di Midori in modo che possa guardare Midori nel bagno. Kinoko scappa da casa per cercare di essere una ragazzina cattiva, ma poi si rende conto che non è la vita per lei. I Norimaki finiscono per adottare un cane che Arale chiama Poop e lo restituisce ai suoi genitori che finiscono per essere cani alieni. Un ragazzo intelligente di Metropolis Island di nome Skop si trasferisce nel Penguin Village. Senbei crea un nuovo robot chiamato Mr. Handy. Il rapinatore di banche assume un sicario di nome Shiverman per sconfiggere Arale ma non ha ancora eguali. Peasuke si innamora di una ragazza di nome Hiyoko che è più alta di lui, così Arale finisce per ridurre sia lui che Hiyoko alla dimensione di una formica; Peasuke deve quindi salvare Hiyoko da un insetto. |                                     |                                                    |
| 6     | 8-9-10   | Addio Gacchan/Quel diavoletto di Chivil/Il ciriciao più grande del mondo 「Dr.マシリトの野望!!の巻」 - Dokutā Mashirito no yabō!! no maki | 10 dicembre 1981 ISBN 4-08-851186-7 | 1º giugno 1997 1º luglio 1997 1º agosto 1997       |
| 6     | 8-9-10   | Capitoli - 064. Easy rider all'alba (夜明けの暴走族の巻?, Yoake no bousouzoku no maki) - 065. Cappuccetto Gatto (ネコずきんちゃんの巻?, Neko zukin-chan no maki) - 066. Silent Night Dream (サイレント ナイト ドリームの巻?, Sairento naito dorīmu no maki) - 067. L'ambizione del dottor Mashirito! Part 1 (Dr.マシリトの野望!!の巻Part1?, Dokutā Mashirito no yabō!! no maki pāto 1) - 068. L'ambizione del dottor Mashirito! Part 2 (Dr.マシリトの野望!!の巻Part2?, Dokutā Mashirito no yabō!! no maki pāto 2) - 069. Il messaggero dall'inferno (地獄の使者の巻?, Jigoku no messenjā no maki) - 070. Suppaman 2 (スッパマン２の巻?, Suppaman 2 no maki) - 071. L'emozionante Time Stop (わくわくタイム・ストップの巻?, Wakuwaku taimu sutoppu no maki) - 072. Lavoro part-time per Chivil (チビルくんのアルバイトの巻?, Chibiru-kun no arubaito no maki) - 073. Super Senbee & Company nella Grande Isola Matropolitana Part 1 (スーパーセンちゃんたちIN大都会島の巻Part1?, Sūpāsen-chan-tachi in daitokai shima no maki pāto 1) - 074. Super Senbee & Company nella Grande Isola Metropolitana Part 2 (スーパーセンちゃんたちIN大都会島の巻Part2?, Sūpāsen-chan-tachi in daitokai shima no maki pāto 2) - 075. E Kojro aspettava Part 1 (コジローちゃんは まっていたの巻Part1?, Kojirō-chan ha matteita no maki pāto 1) - 076. E Kojro aspettava Part 2 (コジローちゃんは まっていたの巻Part2?, Kojirō-chan ha matteita no maki pāto 2)   |                                     |                                                    |
| 6     | 8-9-10   | Trama Arale e Gatchan provano ad unirsi alla banda di motociclisti locali. Senbei cerca di fare un bel sogno su di lui e Midori insieme ma continua a essere interrotto quando i sogni degli altri finiscono per fondersi con i suoi. Il malvagio scienziato Dr. Mashirito fa il suo debutto e crea Caramel Man 001 che crede di essere il robot più potente ma che poi perde contro Arale. Arale incontra e fa amicizia con il piccolo demone Chivil. Arale scherza di nuovo con Suppaman. Toriyama fa un accordo con Senbei per creare una macchina che può fermare il tempo ma sfortunatamente anche loro li fermano. Chivil torna a mostrare un video dei peccati di Senbei. Senbei riceve un invito ad apparire in uno show televisivo sull'isola di Metropolis sul suo lavoro scientifico. Mentre usa una copia robotica di se stesso per apparire nello show, Arale, Gatchan e Chivil causano il caos nella città di Metropolis Island. Arale e Taro usano la macchian del tempo per tornare al periodo Sengoku dove incontrano Miyamoto Musashi. Dopo aver perso con Arale in diverse sfide, i famosi spadaccini decidono di andare con loro e frequentare la scuola al Villaggio Pinguino. |                                     |                                                    |
| 7     | 10-11    | Il ciriciao più grande del mondo/Jurassic Hoyoyo 「ぼくのといれっとぺーぱーの巻」 - Boku no toiretto peipā no maki | 10 maggio 1982 ISBN 4-08-851187-5   | 1º agosto 1997 1º settembre 1997                   |
| 7     | 10-11    | Capitoli - 077. L'incredibile Devil Girl (はちゃめちゃでびるぎゃるの巻?, Hacha mecha de birugyaru no maki) - 078. La mia carta igienica (ぼくのといれっとぺいぱーの巻?, Boku no toiretto peipā no maki) - 079. Copy (コピーくんの巻?, Kopī-kun no maki) - 080. Vacuum in '82 (バキュームIN'82の巻?, Bakyūmu in 82 no maki) - 081. Baby Senbee (ばぶばぶセンベエの巻?, Babubabu Senbē no maki) - 082. Il ciriciao più grande del mondo Part 1 (地球最大のバイちゃ！の巻Part1?, Chikyū saidai no bai-cha! no maki pāto 1) - 083. Il ciriciao più grande del mondo Part 2 (地球最大のバイちゃ！の巻Part2?, Chikyū saidai no bai-cha! no maki pāto 2) - 084. Terremoto al Villaggio Pinguino (ドドドでペンギン村の巻?, Dododo de Pengin mura no maki) - 085. La banda dei primitivi Hoyoyo (原人ホヨヨ組の巻?, Genjin hoyoyo-gumi no maki) - 086. Cenerentola Musical (MUSICALシンデレラの巻?, MUSICAL Shinderera no maki) - 087. Zaf Zaf Huf Huf (ぷすぷすはふはふの巻?, Pusupusu hafuhafu no maki) - 088. Mega Midori Part 1 (マンモスみどりちゃんの巻Part1?, Manmosu Midori-chan no maki pāto 1) - 089. Mega Midori Part 2 (マンモスみどりちゃんの巻Part2?, Manmosu Midori-chan no maki pāto 2) - 090. Sono il più forte? (わたしって むちゃんこ つおい?の巻?, Watashitte muchanko tsuoi? no maki) |                                     |                                                    |
| 8     | 11-12-13 | Jurassic Hoyoyo/Penguin Grand Prix/Luna di miele 「ペンギン村ウオーズの巻」 - Pengin mura uōzu no maki | 10 agosto 1982 ISBN 4-08-851188-3   | 1º settembre 1997 1º ottobre 1997 1º novembre 1997 |
| 8     | 11-12-13 | Capitoli - 091. La banda dei misteriosi Ladri Hoyoyo Part 1 (怪盗ほよよ団の巻Part１?, Kaitō hoyoyo-dan no maki pāto 1) - 092. La banda dei misteriosi Ladri Hoyoyo Part 2 (怪盗ほよよ団の巻Part２?, Kaitō hoyoyo-dan no maki pāto 2) - 093. Pensaci tu, tata Akiko (おまかせアキコさんの巻?, Omakase Akiko-san no maki) - 094. Penguin Grand Prix Part 1 (ペンギン・グランプリの巻Part1?, Pengin Guranpuri no maki pāto 1) - 095. Penguin Grand Prix Part 2 (ペンギン・グランプリの巻Part２?, Pengin Guranpuri no maki pāto 2) - 096. Penguin Grand Prix Part 3 (ペンギン・グランプリの巻Part３?, Pengin Guranpuri no maki pāto 3) - 097. Penguin Grand Prix Part 4 (ペンギン・グランプリの巻Part４?, Pengin Guranpuri no maki pāto 4) - 098. Alla scoperta della campagna (ディスカバー・いなか！の巻?, Disukabā inaka! no maki) - 099. Super Driver (すうぱーどらいばーの巻?, Sūpādoraibā no maki) - 100. Casa mia, casa mia, per piccina che tu sia... (みにちゅあ わが家の巻?, Minichua wagaya no maki) - 101. Penguin Wars Part 1 (ペンギン村ウオーズの巻Part１?, Pengin mura uōzu no maki pāto 1) - 102. Penguin Wars Part 2 (ペンギン村ウオーズの巻Part２?, Pengin mura uōzu no maki pāto 2) - 103. Penguin Wars Part 3 (ペンギン村ウオーズの巻Part３?, Pengin mura uōzu no maki pāto 3) |                                     |                                                    |
| 9     | 13-14    | Luna di miele/Fuochi d'artificio 「クレイジー・ハネムーンの巻」 - Kureijī hanemūn no maki | 23 dicembre 1982 ISBN 4-08-851189-1 | 1º novembre 1997 1º dicembre 1997                  |
| 9     | 13-14    | Capitoli - 104. Oggi è davvero un giorno lieto (本日はまことにおよろこびDAYの巻?, Honjitsu ha makoto ni oyorokobi day no maki) - 105. Crazy Honeymoon Part 1 (クレイジー・ハネムーンの巻Part1?, Kureijī hanemūn no maki pāto 1) - 106. Crazy Honeymoon Part 2 (クレイジー・ハネムーンの巻Part２?, Kureijī hanemūn no maki pāto 2) - 107. Crazy Honeymoon Part 3 (クレイジー・ハネムーンの巻Part３?, Kureijī hanemūn no maki pāto 3) - 108. Crazy Honeymoon Part 4 (クレイジー・ハネムーンの巻Part４?, Kureijī hanemūn no maki pāto 4) - 109. Crazy Honeymoon Part 5 (クレイジー・ハネムーンの巻Part５?, Kureijī hanemūn no maki pāto 5) - 110. Crazy Honeymoon Part 6 (クレイジー・ハネムーンの巻Part６?, Kureijī hanemūn no maki pāto 6) - 111. Vita da sposini novelli (わくわく新婚ライフの巻?, Wakuwaku shinkon raifu no maki) - 112. La banda musicale del cielo notturno (夜空の鼓笛隊の巻?, Yozora no kotekitai no maki) - 113. Hoyoyo Special 4 The Combot (ザ･コンボットの巻?, Za konbotto no maki) - 114. Quando Arale perse la testa (アラレちゃんのなくしたものの巻?, Arare-chan no nakushitamono no maki) - 115. Che emozione, il liceo! (うきうきハイ・スクール!!の巻?, Ukiuki hai sukūru!! no maki) - 116. Che testone! (でっかいアタマがやってきた!!の巻?, Dekkai atama ga yattekita!! no maki) |                                     |                                                    |
| 10    | 14-15-16 | Fuochi d'artificio/Dalla Cina con rumore/Appuntamento col fantasma 「摘さん一家がやってきたの巻」 - Tsun-san ikka ga yattekita no maki | 10 maggio 1983 ISBN 4-08-851190-5   | 1º dicembre 1997 1º gennaio 1998 1º febbraio 1998  |
| 10    | 14-15-16 | Capitoli - 117. È arrivata la famiglia Tsun (摘さん一家がやってきたの巻?, Tsun-san ikka ga yattekita no maki) - 118. La famiglia Norimaki e la famiglia Tsun (則巻さん一家と摘さん一家の巻?, Norimaki-san ikka to Tsun-san ikka no maki) - 119. High School Champion Part 1 (ハイスクール・チャンピヨンの巻Part1?, Haisukūru chanpiyon no maki pāto 1) - 120. High School Champion Part 2 (ハイスクール・チャンピヨンの巻Part２?, Haisukūru chanpiyon no maki pāto 2) - 121. High School Champion Part 3 (ハイスクール・チャンピヨンの巻Part３?, Haisukūru chanpiyon no maki pāto 3) - 122. High School Champion Part 4 (ハイスクール・チャンピヨンの巻Part４?, Haisukūru chanpiyon no maki pāto 4) - 123. High School Champion Part 5 (ハイスクール・チャンピヨンの巻Part５?, Haisukūru chanpiyon no maki pāto 5) - 124. High School Champion Part 6 (ハイスクール・チャンピヨンの巻Part６?, Haisukūru chanpiyon no maki pāto 6) - 125. Suppaman e il mistero del Villaggio Pinguino (スッパマンとペンギン村の怪の巻?, Suppaman to Pengin mura no kai no maki) - 126. Flying Nikochan (フライング・ニコチャンの巻?, Furaingu Niko-chan) - 127. Appuntamento col fantasma Part 1 (オバケDEデートの巻Part１?, Obake de dēto no maki pāto 1) - 128. Appuntamento col fantasma Part 2 (オバケDEデートの巻Part２?, Obake de dēto no maki pāto 2)                                                                                                   |                                     |                                                    |

## Volumi 11-18
| Nº Ja | Nº It    | Titolo italiano Giapponese 「Kanji」 - Rōmaji | Data di prima pubblicazione         | Data di prima pubblicazione                        |
| Nº Ja | Nº It    | Titolo italiano Giapponese 「Kanji」 - Rōmaji | Giapponese                          | Italiano                                           |
| 11    | 16-17    | Appuntamento col fantasma/Gacchan nel bozzolo 「ガッちゃんガッちゃんの巻」 - Ga-chan Ga-chan no maki | 9 settembre 1983 ISBN 4-08-851191-3 | 1º febbraio 1998 1º marzo 1998                     |
| 11    | 16-17    | Capitoli - 129. Lensmen (レンズマンズの巻?, Renzumanzu no maki) - 130. I signori della verdura (ベジタブルおじさんの巻?, Bejitaburu ojisan no maki) - 131. Arriva il nonno dalla montagna (じいちゃんが山からやってきたの巻?, Jīchan ga yama kara yattekita no maki) - 132. Torna il nonno alla montagna (じいちゃんが山へかえっていったの巻?, Jīchan ga yama he kaette itta no maki) - 133. Pulp (Science) Fiction Part 1 (宇宙捕物帳の巻Part1?, Uchū torimono-chō no maki pāto 1) - 134. Pulp (Science) Fiction Part 2 (宇宙捕物帳の巻Part2?, Uchū torimono-chō no maki pāto 2) - 135. Pulp (Science) Fiction Part 3 (宇宙捕物帳の巻Part3?, Uchū torimono-chō no maki pāto 3) - 136. Hello, Luna! (ハロー！お月さまの巻?, Harō! Otsuki-sama no maki) - 137. Il cinturino rosso degli zoccoli (赤い鼻緒の巻?, Akai hanao no maki) - 138. Gacchan Gacchan (ガッちゃんガッちゃんの巻?, Ga-chan Ga-chan no maki) - 139. Gnam gnam (ボリバリボリバリの巻?, Boribari boribari no maki) - 140. Un regalo dalla Madre Terra (大地からの贈り物の巻?, Daichi kara no okurimono no maki) |                                     |                                                    |
| 12    | 17-18-19 | Gacchan nel bozzolo/Torna a casa, Nikochan!/Nemico amore mio 「GO!GO!ニコチャン星の巻」 - Go! Go! Niko-chan hoshi no maki | 8 dicembre 1983 ISBN 4-08-851192-1  | 1º marzo 1998 1º aprile 1998 1º maggio 1998        |
| 12    | 17-18-19 | Capitoli - 141. Stella cadente, stella dei desideri (ながれ星ねがい星の巻?, Nagareboshi negai hoshi no maki) - 142. Addio, famiglia Tsun! (さよなら摘さん一家の巻?, Sayonara Tsun-san ikka no maki) - 143. Go! Go! Alla volta del pianeta Nikochan (GO!GO!ニコチャン星の巻?, Go! Go! Niko-chan hoshi no maki) - 144. La famiglia Nikochan (ニコチャン一家再会の巻?, Niko-chan ikka saikai no maki) - 145. Il terribile mistero delle rape (恐るべき大根の秘密の巻?, Osorubeki daikon no himitsu no maki) - 146. La battaglia di saluti all'ultimo sangue (必殺あいさつ合戦！の巻?, Hissatsu aisatsu gassen! no maki) - 147. Ladri coi libri (本が大好き泥棒さんの巻?, Hon ga daisuki dorobōsan no maki) - 148. Benvenuta, Yakuza! (ヤクザ屋さんいらっしゃい！の巻?, Yakuzaya-san irasshai! no maki) - 149. Il casco transformer (変身コンコンヘルメットの巻?, Henshin konkonherumetto no maki) - 150. Ciriciao, Pinguoca! (んちゃ！ペンザラシくんの巻?, Ncha! Penzarashi-kun no maki) - 151. Addio, Pinguoca! (やた！ペンザラシくんの巻?, Yata! Penzarashi-kun no maki) - 152. Il Natale ci fa male! (いたいでーXマス！の巻?, Itaide Kurisumasu! no maki) |                                     |                                                    |
| 13    | 19-20    | Nemico amore mio/Sogni d'amore 「わたくしオボッチャマンでございますの巻」 - Watakushi Obotchaman gozaimasu no maki | 9 marzo 1984 ISBN 4-08-851193-X     | 1º maggio 1998 1º giugno 1998                      |
| 13    | 19-20    | Capitoli - 153. La nemesi! (最強ライバル出現!!の巻?, Saikyō raibaru shutsugen!! no maki) - 154. Amore a prima vista (ひと目あったその日から･･･の巻?, Hitome atta sono hi kara... no maki) - 155. Il dilemma tra giustizia e amore (正義と愛の板ばさみ･･･の巻?, Seigi to ai no itabasami... no maki) - 156. Il riposo del guerriero (戦士の休息の巻?, Senshi no kyūsoku no maki) - 157. Arriva Caramalman Quinto (C.M.5号登場！の巻?, Kyarameruman.5-gō tōjō! no maki) - 158. Caramelman Quarto - Serie amori e sogni (1) - La telepatia dell'amore (C.M.4号の愛の夢シリーズ(1) - 愛のテレパシーの巻?, Kyarameruman.4-gō no ai no yume shirīzu (1) - Ai no terepashī no maki) - 159. Corri, amore! (走れ愛！の巻?, Hashire ai! no maki) - 160. Caramelman Quarto - Serie amori e sogni (2) - Sbrigati, amore! (O.M.愛の夢シリーズ(2) - 急げ愛！の巻?, Obotchaman ai no yume shirīzu (2) - Isoge ai! no maki) - 161. Caramelman Quarto - Serie amori e sogni (3) - Batticuore notturno (O.M.愛の夢シリーズ(3) - ドキドキトゥナイトの巻?, Obotchaman ai no yume shirīzu (3) - Dokidoki tounaito no maki) - 162. Caramelman Quarto - Serie amori e sogni (4) - Gli esami d'ammissione (O.M.愛の夢シリーズ(4) - 入学テストでございます！の巻?, Obotchaman ai no yume shirīzu (4) - Nyūgaku tesuto de gozaimasu! no maki) - 163. Anche... Arale? (アラレさんも･･････なの??の巻?, Arare-san mo......na no?? no maki) - 164. Come diventare il dominatore della Terra (地球総支配者への道の巻?, Chikyūsō shihaisha e no michi no maki) - 165. Arriva Caramelman Settimo (C.M.7号登場！の巻?, Kyarameruman.7-gō tōjō! no maki)                                                        |                                     |                                                    |
| 14    | 21-22    | Puzzette a reazione/Turbo 「無敵C.M.7号の巻」 - Muteki Kyarameruman.7-gō no maki | 8 giugno 1984 ISBN 4-08-851194-8    | 1º luglio 1998 1º agosto 1998                      |
| 14    | 21-22    | Capitoli - 166. L'invincibile Caramelman Settimo (無敵C.M.7号の巻?, Muteki Kyarameruman.7-gō no maki) - 167. Maschirito c'è riuscito (マシリト野望達成??の巻?, Mashirito yabō tassei?? no maki) - 168. Un incubo, due Gadzilla...! (悪夢！ガジラがふたり･･･の巻?, Akumu! Gajira ga futari...no maki) - 169. Unione! (合体しちった！の巻?, Gattaishichitta! no maki) - 170. Tre giorni prima e tre giorni dopo (３日前＆３日後の巻?, Mi-ka mae & mi-ka go no maki) - 171. Volare, prot prot! (プププ！空をゆく!!の巻?, Pupupu! Sora wo yuku!! no maki) - 172. Brave, Gacchan! (ガッちゃんえらいっ!!!の巻?, Ga-chan erai!!! no maki) - 173. Suppamantaro (すっぱまん太郎の巻?, Suppaman tarō no maki) - 174. Arriva Shoppaman, il fratello minore! (弟しょっぱまん参上！の巻?, Otōto Shoppaman sanjō! no maki) - 175. Arrestatemi (逮捕してちょ！の巻?, Taihoshitecho! no maki) - 176. Intenso shape up! (猛烈シェイプアップ！の巻?, Mōretsu sheipuappu! no maki) - 177. Non è ancora tempo di piagnistei? (おぎゃーはまだか？の巻?, Ogyā ha mada ka? no maki) - 178. Special libro per bambini - Una casetta per la cacchetta (<お絵本スペシャル>うんちくんのマイホームの巻?, "Oehon supesharu" Unchi-kun no maihōmu no maki) |                                     |                                                    |
| 15    | 22-23    | Turbo/Il grande incontro 「ターボくんお誕生の巻」 - Tābo-kun otanjō no maki | 9 ottobre 1984 ISBN 4-08-851195-6   | 1º agosto 1998 1º settembre 1998                   |
| 15    | 22-23    | Capitoli - 179. La nascita di Turbo! (ターボくんお誕生の巻?, Tābo-kun otanjō no maki) - 180. Chi è l'E.T.? (E.Tはだれ？の巻?, E.T ha dare? no maki]) - 181. Chi è l'esper? (超能力者はだれ？の巻?, Chōnōryokusha ha dare? no maki) - 182. Papà è un alieno (おとうさんは宇宙人！の巻?, Otōsan ha uchūbito! no maki) - 183. Un guardie e ladri da panico (恐怖のオニゴッコの巻?, Kyōfu no onigokko no maki) - 184. A tutta birra, Turbo! (直進！ターボくんの巻?, Chokushin! Tābo-kun no maki) - 185. Tranquilli, è solo un sogno! (これは夢です!!の巻?, Kore ha yume desu!! no maki) - 186. Tutti al ristorante! (あこがれのレストラン!!の巻?, Akogare no resutoran no maki) - 187. Chiedo scusa se è notte fonda (真夜中にごめんくださいの巻?, Mayonaka ni gomenkudasai no maki) - 188. Il grande incontro di baseball liceale - Prima parte (大高校野球大会＜その1＞の巻?, Dai kōkō yakyū taikai "sono ichi" no maki) - 189. Il grande incontro di baseball liceale - Seconda parte (大高校野球大会＜その２＞の巻?, Dai kōkō yakyū taikai "sono ni" no maki) - 190. Il grande incontro di baseball liceale - Terza parte (大高校野球大会＜その３＞の巻?, Dai kōkō yakyū taikai "sono san" no maki) - 191. Il grande incontro di baseball liceale - Quarta parte (大高校野球大会＜その４＞の巻?, Dai kōkō yakyū taikai "sono yon" no maki) |                                     |                                                    |
| 16    | 23-24-25 | Il grande incontro/Villaggio Pinguino 2008/Il torneo Sekaiichi 「世界一つおいのだーれだ大会!!の巻」 - Sekai hitotsu oi no dāre da taikai!! no maki | 10 gennaio 1985 ISBN 4-08-851196-4  | 1º settembre 1998 1º ottobre 1998 1º novembre 1998 |
| 16    | 23-24-25 | Capitoli - 192. Tutto quello che avreste voluto sapere sul villaggio Pinguino (？おこたえしましょスペシャル？?, ? Okotae shimasho supesharu?) - 193. Exciting tea room (ときめきティールームの巻?, Tokimeki tīrūmu) - 194. Divorzio! (離婚します！の巻?, Rikonshimasu! no maki) - 195. Ciriciao, Grande Re degli Inferi! (んちゃ！閻魔大王の巻?, Ncha! Enma daiō no maki) - 196. I terribili Uomini Mosca - Prima parte (恐怖のハエ人間＜その1＞の巻?, Kyōfu no hae ningen "sono ichi" no maki) - 197. I terribili Uomini Mosca - Seconda parte (恐怖のハエ人間＜その２＞の巻?, Kyōfu no hae ningen "sono ni" no maki) - 198. I terribili Uomini Mosca - Terza parte (恐怖のハエ人間＜その３＞の巻?, Kyōfu no hae ningen "sono san" no maki) - 199. M'ama o non m'ama? (愛は未来で確かめて･･･の巻?, Ai ha mirai de tashikamete... no maki) - 200. Ciriciao, Villaggio Pinguino di dieci anni dopo! (んちゃ！10年後のペンギン村の巻?, Ncha! 10-nengo no Pengin mura no maki) - 201. Un regalo da Mashirito (マシリトからの贈り物の巻?, Mashirito kara no okurimono no maki) - 202. Il torneo Sekaiichi - Prima parte (世界一つおいのだーれだ大会!!＜その1＞の巻?, Sekai hitotsu oi no dāre da taikai!! "sono ichi" no maki) - 203. Il torneo Sekaiichi - Seconda parte (世界一つおいのだーれだ大会!!＜その２＞の巻?, Sekai hitotsu oi no dāre da taikai!! "sono ni" no maki) - 204. Il torneo Sekaiichi - Terza parte (世界一つおいのだーれだ大会!!＜その３＞の巻?, Sekai hitotsu oi no dāre da taikai!! "sono san" no maki) - 205. Il torneo Sekaiichi - Quarta parte (世界一つおいのだーれだ大会!!＜その４＞の巻?, Sekai hitotsu oi no dāre da taikai!! "sono yon" no maki) |                                     |                                                    |
| 17    | 25-26-27 | Il torneo Sekaiichi/Giovani avventurieri/Giovani avventurieri 「神様の大逆集!!の巻」 - Kamisama no dai gyakushū!! no maki | 8 marzo 1985 ISBN 4-08-851197-2     | 1º novembre 1998 1º dicembre 1998 1º gennaio 1999  |
| 17    | 25-26-27 | Capitoli - 206. La vera natura di Gacchan! (ガッちゃんの正体!!の巻?, Gacchan no shōtai!! no maki) - 207. Dio al contrattacco! (神様の大逆集!!の巻?, Kamisama no dai gyakushū no maki) - 208. Il riso degli angeli (天使たちの笑いの巻?, Tenshi tachi no warai no maki) - 209. Torahachiro e il passero di Giava (虎八郎さんの文鳥の巻?, Torahachirō-san no bunchō no maki) - 210. Li compro tutti! (みんなちょうだい！の巻?, Minna chōdai! no maki) - 211. Vendetta tremenda vendetta! (復讐のドドンパ!!の巻?, Fukushū no dodonpa!! no maki) - 212. Time Stop Watch (T.S.W（タイムストップウオッチ）の巻?, T.S.W (taimusutoppuuocchi) no maki) - 213. Tempi morti (とめすぎちゃって困るの･･･の巻?, Tomesugichatte komaru no... no maki) - 214. Oggetto volante misterioso (謎の飛行物体の巻?, Nazo no hikō buttai no maki) - 215. Giovani avventurieri Part 1 (駆けずり回る青春の巻Part1?, Kakezurimawaru seishun no maki pāto 1) - 216. Giovani avventurieri Part 2 (駆けずり回る青春の巻Part2?, Kakezurimawaru seishun no maki pāto 2) - 217. Giovani avventurieri Part 3 (駆けずり回る青春の巻Part3?, Kakezurimawaru seishun no maki pāto 3) - 218. Giovani avventurieri Part 4 (駆けずり回る青春の巻Part4?, Kakezurimawaru seishun no maki pāto 4) - 219. Giovani avventurieri Part 5 (駆けずり回る青春の巻Part5?, Kakezurimawaru seishun no maki pāto 5) - 220. Giovani avventurieri Part 6" (駆けずり回る青春の巻Part6?, Kakezurimawaru seishun no maki pāto 6) |                                     |                                                    |
| 18    | 27-28    | Giovani avventurieri/Gran finale 「最終回用メカ大発明！の巻」 - Saishūkai yō meka dai hatsumei! no maki | 10 maggio 1985 ISBN 4-08-851198-0   | 1º gennaio 1999 1º febbraio 1999                   |
| 18    | 27-28    | Capitoli - 221. Forza, Tanuki! (がんばれタヌキくん！の巻?, Ganbare Tanuki-kun! no maki) - 222. Arriva King Kong! (キングコング登場！の巻?, Kingukongu tōjō! no maki) - 223. Eterni liceali (うっかり高校三年生の巻?, Ukkari kōkō san nensei no maki) - 224. Promossi! (話；合格！の巻?, Hanashi; gōkaku! no maki) - 225. Gioventù a tutta birra (疾走する青春！の巻?, Shissō suru seishun! no maki) - 226. Il ritorno del giovane motociclista (帰ってきたオートバイこぞうの巻?, Kaettekita ōtobai kozō no maki) - 227. L'amore corre sull'asfalto (アスファルトにかける恋！の巻?, Asufaruto ni kakeru koi! no maki) - 228. E pace sia! (平和なり！の巻?, Heiwa nari! no maki) - 229. Sei in arresto! (逮捕する！の巻?, Taiho suru! no maki) - 230. Secondo Penguin Grand Prix - Scena 1 (第二回ペンギングランプリSCENE1の巻?, Dai ni kai Pengin Guranpuri SCENE 1 no maki) - 231. Dieci guerrieri! (10人の戦士！の巻?, 10 nin no senshi! no maki) - 232. A tutta velocità verso il finale! (ラストへ向け全力疾走!!!の巻?, Rasuto e muke zenryoku shissō!!! no maki) - 233. L'ultimo ostacolo! (最後の難関！の巻?, Saigo no nankan! no maki) - 234. Traguardo in vista... (ゴールまであと･･･の巻?, Gōru made ato... no maki) - 235. Il nuovo sindaco! (新村長誕生！の巻?, Shin sonchō tanjō! no maki) - 236. L'ultima invenzione! (最終回用メカ大発明！の巻?, Saishūkai yō meka dai hatsumei! no maki) |                                     |                                                    |